# Saburo Iwasaki
Saburo Iwasaki (岩崎 三郎), född 11 oktober 1904 i Arai, nuvarande Myōkō i Niigata prefektur, död 10 november 1982, var en japansk längdskidåkare. Han deltog i de olympiska spelen i Lake Placid 1932 i längdskidåkning. Han kom på 37:e plats på 18 kilometer och på 18:e plats på 50 kilometer.